# Copa México 1935-36
La Copa México 1935-36 fue la 19ª edición de la Copa México, jugaron un total de 5 equipos y se disputó entre el 7 de junio y el 28 de junio de 1936. La conquistó el Club Necaxa, obteniendo su cuarto título copero en la época amateur del fútbol mexicano.

## Primera ronda
Jugada el 7 de junio.
| Equipo 1     | Resultado | Equipo 2         |
| ------------ | --------- | ---------------- |
| Club América | 6-0       | Real Club España |

## Fase Final
|  | Semifinales 14 y 21 de junio | Semifinales 14 y 21 de junio | Semifinales 14 y 21 de junio |             |          | Final 28 de junio | Final 28 de junio | Final 28 de junio |  |
|  |                              |                              |                              |             |          |                   |                   |                   |  |
|  |                              |                              |                              |             |          |                   |                   |                   |  |
|  | Atlante FC                   | Atlante FC                   | 3                            |             |          |                   |                   |                   |  |
|  | Atlante FC                   | Atlante FC                   | 3                            |             |          |                   |                   |                   |  |
|  | Asturias                     | Asturias                     | 4                            |             |          |                   |                   |                   |  |
|  | Asturias                     | Asturias                     | 4                            |             | Asturias | Asturias          | 1                 |                   |  |
|  |                              |                              |                              |             | Asturias | Asturias          | 1                 |                   |  |
|  |                              |                              | Club Necaxa                  | Club Necaxa | 2        |                   |                   |                   |  |
|  | Club Necaxa                  | Club Necaxa                  | Club Necaxa                  | Club Necaxa | 2        | 9                 |                   |                   |  |
|  | Club Necaxa                  | Club Necaxa                  |                              |             |          | 9                 |                   |                   |  |
|  | Club América                 | Club América                 | 0                            |             |          |                   |                   |                   |  |
|  | Club América                 | Club América                 | 0                            |             |          |                   |                   |                   |  |
|  |                              |                              |                              |             |          |                   |                   |                   |  |

|                           |
| Necaxa Campeón 4º título. |